# Кранендонк
Кранендонк (нід. Cranendonck) — муніципалітет на півдні Нідерландів, у провінції Північний Брабант, на кордоні із Бельгією.

## Населені пункти муніципалітету
Міста
- Бюдел

Села
- Бюдел-Дорплейн
- Гастел
- Маргезе
- Сурендонк

Селища
- Берг
- Бос
- Гейкант (Кранендонк)
- Гейкант (Гастел)
- Лар
- Том

## Топографія
Нідерландська топографічна карта муніципалітету Кранендонк, червень 2015 року

## Галерея

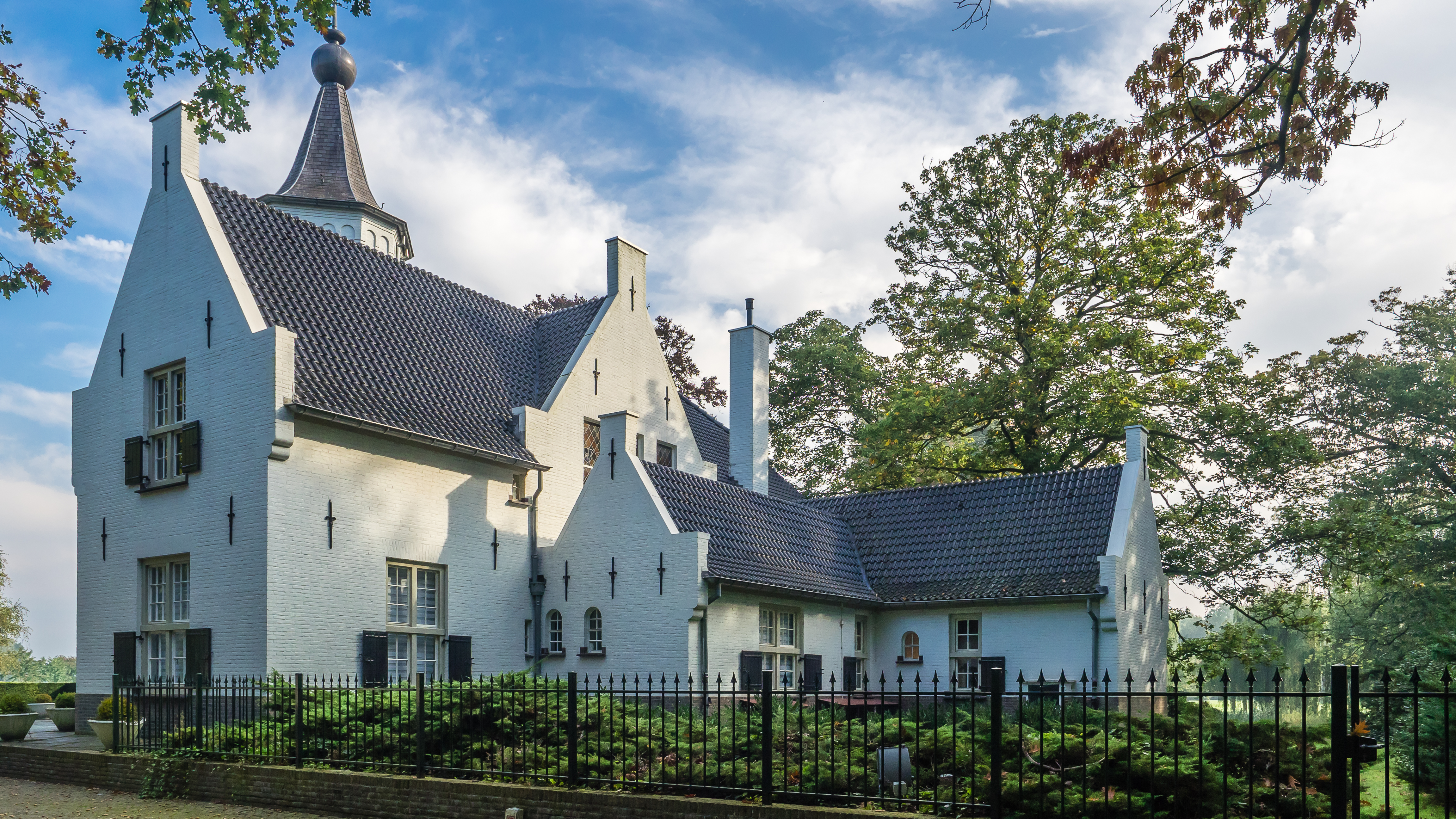
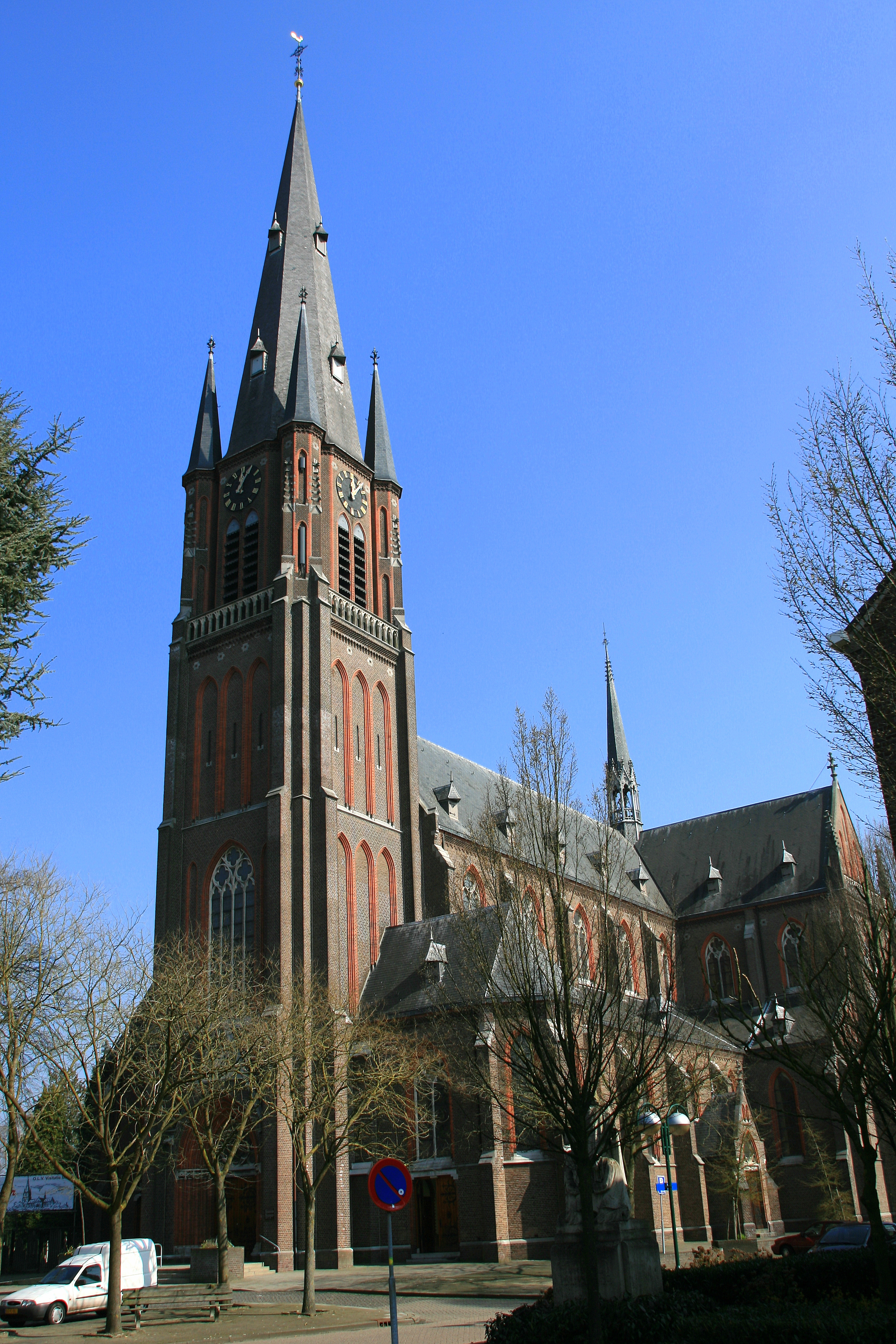
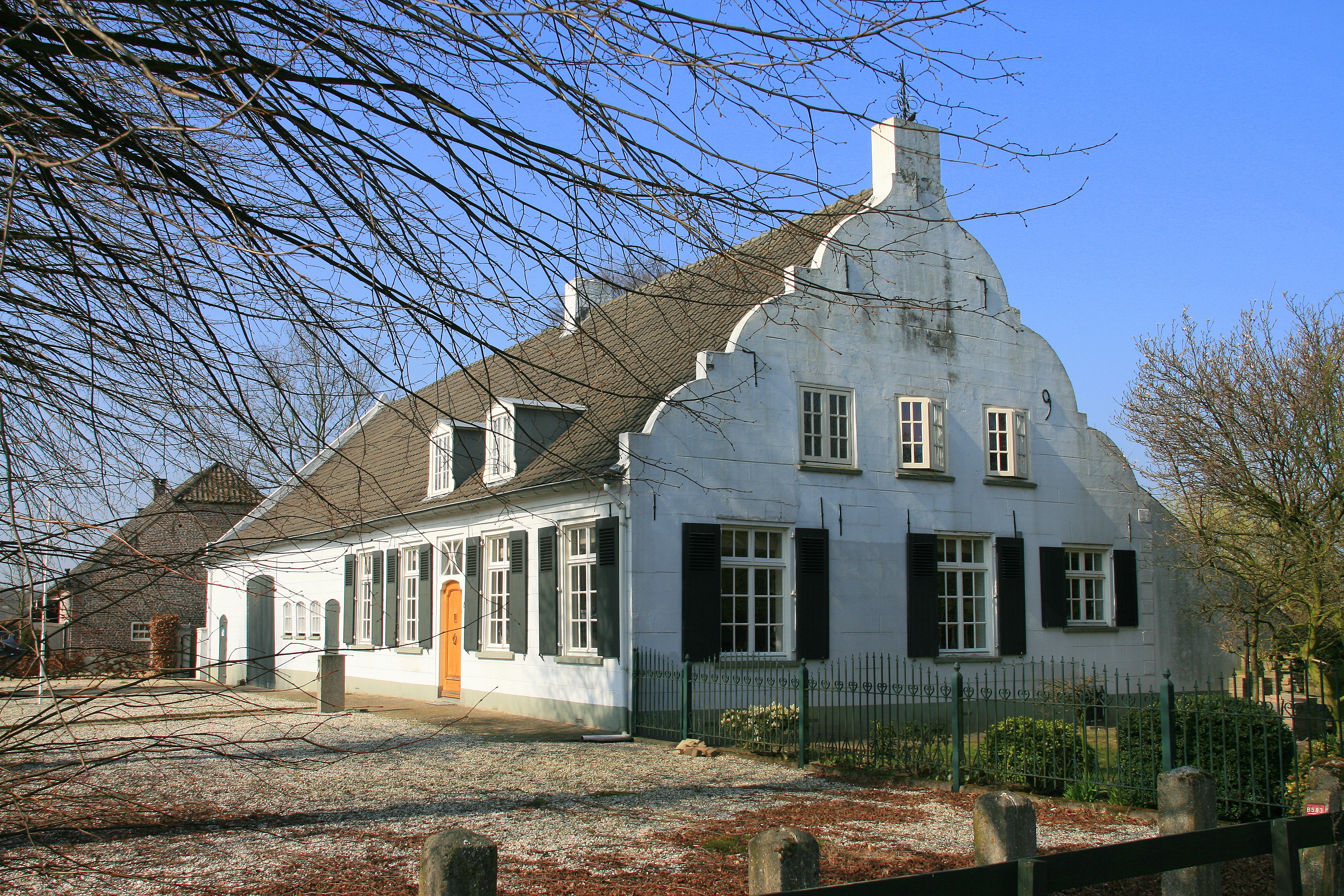
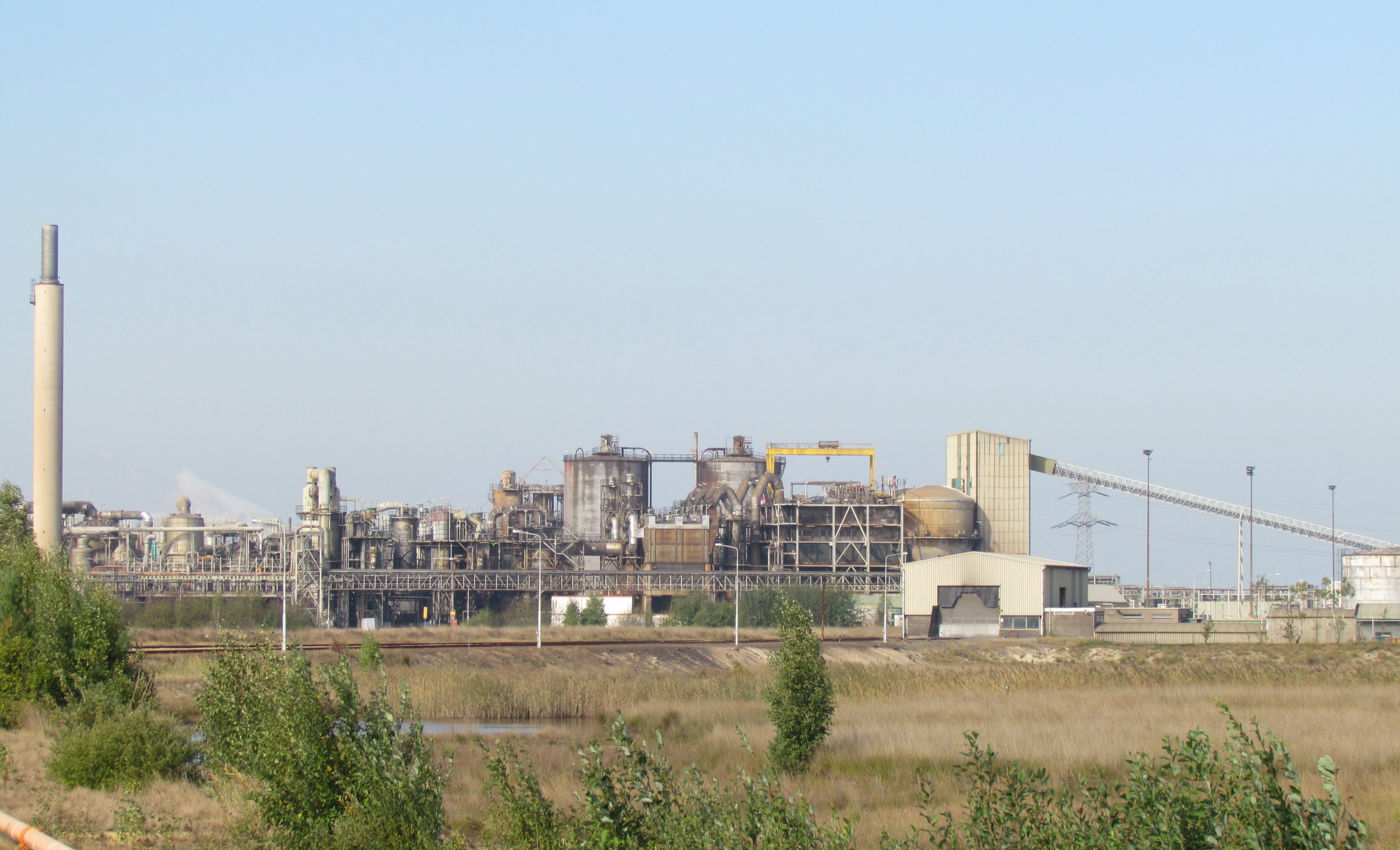

## Визначні мешканці
- Сільвія Гукс (нар. 1983) — нідерландська актриса і модель[4]